# Laurissilva das Canárias

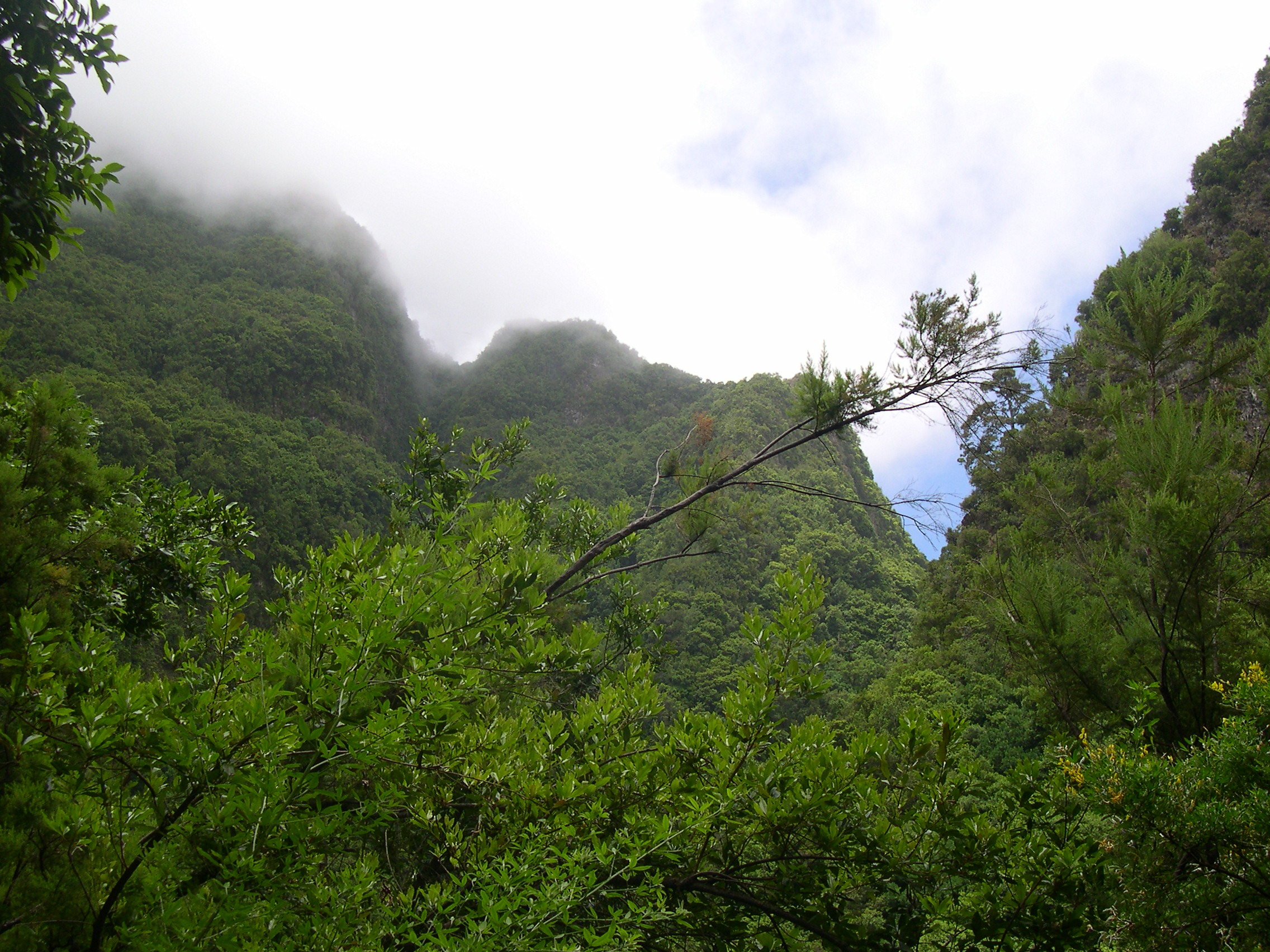
Laurissilva na ilha de La Palma.

A laurissilva das Canárias é um tipo de floresta subtropical húmida presente em algumas ilhas das Canárias (Espanha). Está proximamente relacionada com outras formações florestais comuns em outras áreas da Macaronésia, como a laurissilva da Madeira (Portugal). É composta por espécies de árvores da família das lauráceas, que junto com a faia e o urze,  constituem o "monteverde". Apresenta solos profundos e é característico das áreas medianas (entre 600 e 1 500 m de altitude) a barlavento (orientadas para o norte) influenciado pelas neblinas dos ventos alísios, desprovidos de geada, com precipitação de 500 a 1100 mm e uma temperatura média anual entre os 15 e 19 °C.

## Origem

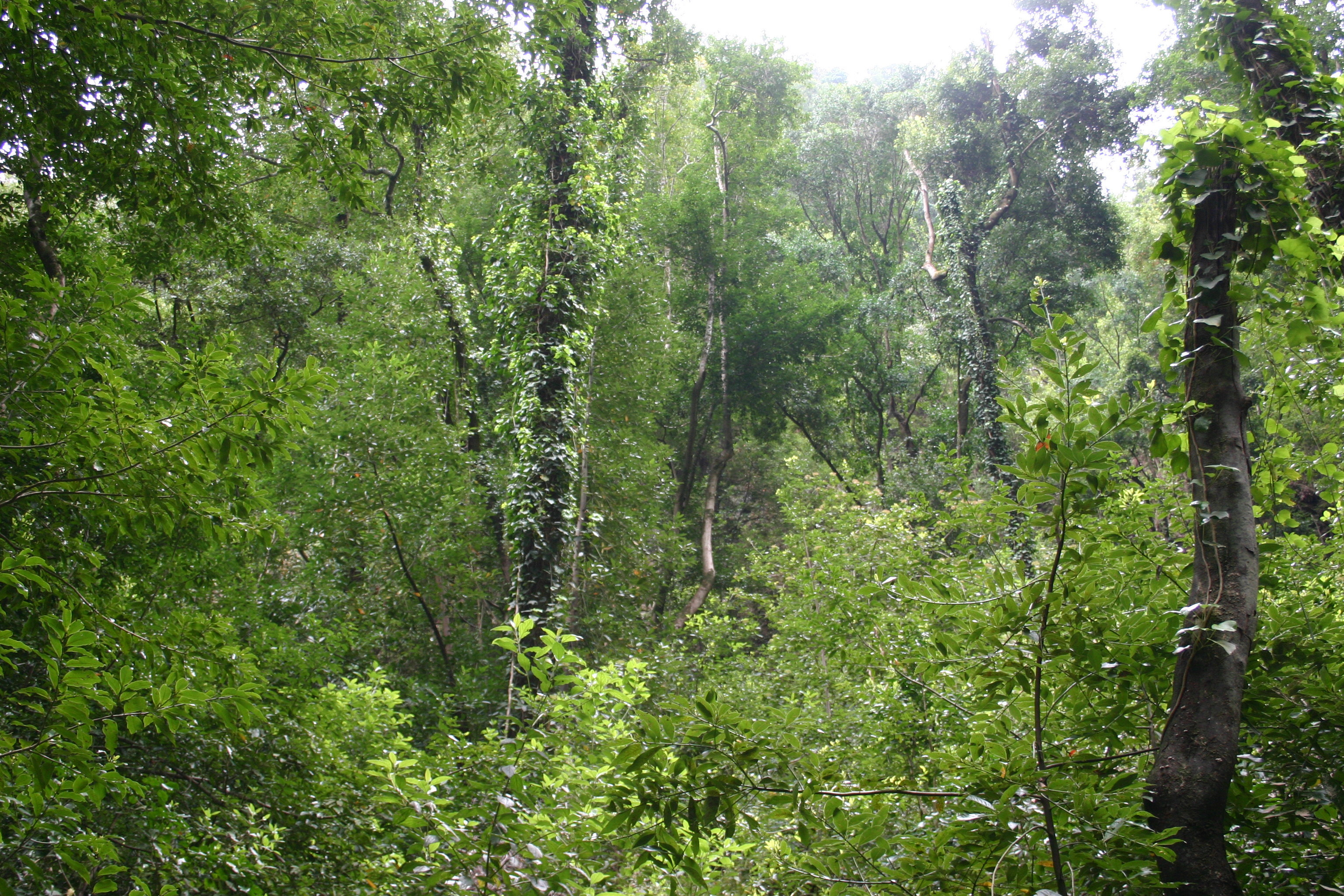
Floresta de laurissilva

Durante o período Terciário, há mais de 20 milhões de anos, esta floresta estendia-se sobre uma ampla área da bacia do Mediterrâneo. Posteriormente, as glaciações que ocorreram no final desse período e durante boa parte do Quaternário foram regredindo a laurissilva para regiões mais temperadas ao sul, onde as condições eram mais propícias à sua sobrevivência, estabelecendo-se desta forma no Norte de África e nos arquipélagos macaronésios. No final das glaciações, começaram os avanços dos desertos no norte da África, de modo que este tipo de floresta ficou reduzida aos arquipélagos, que atuam como limite entre a zona temperada e a intertropical. Ao longo de milhões de anos, esta floresta passou por pouquíssimas transformações evolutivas, tornando-a um património vivo das formações vegetais que cobriram grande parte da Europa durante o Terciário.

## Distribuição

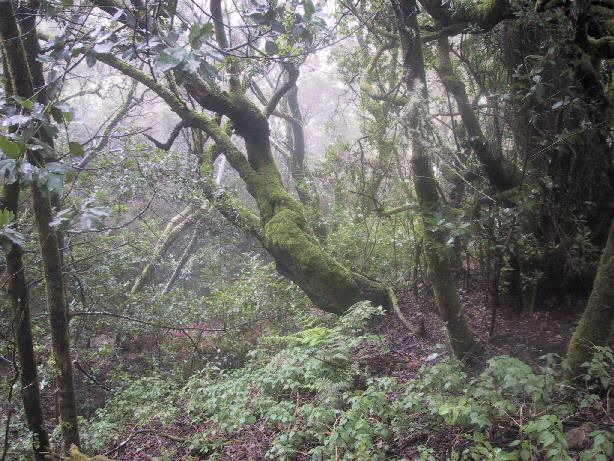
Floresta de laurissilva no Parque Nacional de Garajonay em La Gomera.

Atualmente, as melhores representações das florestas de laurissilva nas Canárias estão no Parque Nacional de Garajonay em La Gomera, declarado parque nacional em 1981 e Património Mundial pela UNESCO em 1986; no El Canal y Los Tilos em La Palma, declarado Reserva da Biosfera pela UNESCO em 1983; no parque rural de Anaga, declarado Reserva da Biosfera pela UNESCO e no Monte del Agua dentro do parque rural de Teno, ambos em Tenerife.
A ilha de Gran Canária apresenta pequenos refúgios degradados, como a Los Tilos de Moya dentro do parque rural de Doramas, devido às suas antigas grandes florestas, que foram cortadas no século XIX para obter madeira para abastecer os vapores que desembarcavam no porto de Las Palmas. Da mesma forma, a área superior de El Golfo em El Hierro também tem áreas de laurissilva degradada.
Outras formações de florestal muito semelhantes são encontradas nos arquipélagos dos Açores e da Madeira e no Parque Natural de Los Alcornocales, no extremo sul da Península Ibérica, o único lugar na Europa continental que possui uma área de floresta laurissilva.

## Flora

### Árvores
| Espécie                        | Nome comum                        | Família        | Distribuição por ilha  | Endemismo | Imagem |
| ------------------------------ | --------------------------------- | -------------- | ---------------------- | --------- | ------ |
| Laurus novocanariensis         | Loureiro-das-Canárias             | Lauraceae      | (L. F.) C. T. G. P. H. | Autóctone |        |
| Ilex perado spp. platyphylla   | Perado                            | Aquifoliaceae  | T.G.                   | Autóctone |        |
| Ilex perado spp. lopezlilloi   | Perado                            | Aquifoliaceae  | G.                     | Autóctone |        |
| Ocotea foetens                 | Til                               | Lauraceae      | C.T.G.P.H.             | Autóctone |        |
| Rhamnus glandulosa             | Sanguinho                         | Rhamnaceae     | C.T.G.P.               | Autóctone |        |
| Euphorbia longifolia           | Figueira-do-inferno, alindres     | Euphorbiaceae  | T.G.P.                 |           |        |
| Picconia excelsa               | Pau-branco, branqueiro            | Oleaceae       | F.C.T.G.P.H."          | Autóctone |        |
| Persea indica                  | Vinhático, vinhôto, loureiro-real | Lauraceae      | C.T.G.P.H.             | Autóctone |        |
| Heberdenia excelsa             | Aderno                            | Primulaceae    | F.C.T.G.P.H.           | Autóctone |        |
| Prunus lusitanica              | Azereiro, loureiro-de-Portugal    | Rosaceae       | C.T.G.H.               | Autóctone |        |
| Ilex canariensis               | Azevinho-manso                    | Aquifoliaceae  | C.T.G.P.H.             | Autóctone |        |
| Visnea mocanera                | Mocano                            | Theaceae       | C.T.G.P.H.             | Autóctone |        |
| Salix canariensis              | Seixeiro, seiceiro                | Salicaceae     | C.T.G.P.H.             | Autóctone |        |
| Arbutus canariensis            | Medronheiro-das-Canárias          | Ericaceae      | C.T.G.P.H.             | Endémico  |        |
| Erica arborea                  | Urze-molar, betouro               | Ericaceae      | (L.F.)C.T.G.P.H.       | Autóctone |        |
| Erica platycodon               | Urze-durázia, moita-alvarinha     | Ericaceae      | T.G.H.                 | Autóctone |        |
| Viburnum rigidum               | Folhado                           | Caprifoliaceae | C.T.G.P.H.             | Endémico  |        |
| Morella faya                   | Faia-das-ilhas, samouco           | Myricaceae     | (L.F.)C.T.G.P.H.       | Autóctone |        |
| Sideroxylon canariense         | Marmulano                         | Sapotaceae     | F.C.T.G.P.H.           | Endémico  |        |
| Pleiomeris canariensis         |                                   | Primulaceae    | C.T.G.P.               | Endémico  |        |
| Sambucus nigra ssp. palmensis. | Sabugueiro-negro, sabugueirinho   | Caprifoliaceae | C.T.G.P.               | Endémico  |        |
| Apollonias barbujana           | Barbusano                         | Lauraceae      | F.C.T.G.P.H.           | Autóctone |        |
| Myrica rivas-martinezii        |                                   | Myricaceae     | G.P.H.                 | Endémico  |        |

### Trepadeiras
| Espécie                       | Nome comum                         | Família        | Distribuição por ilha | Endemismo | Imagem |
| ----------------------------- | ---------------------------------- | -------------- | --------------------- | --------- | ------ |
| Convolvulus canariensis       |                                    | Convolvulaceae | C.T.G.P.H.            | Endémico  |        |
| Canarina canariensis          |                                    | Campanulaceae  | C.T.G.P.H.            | Endémico  |        |
| Semele androgyna              | Alegra-campo                       | Liliaceae      | C.T.G.P.H.            | Autóctone |        |
| Hedera helix ssp. canariensis | Hera-das-Canárias, hera-da-Argélia | Araliaceae     |                       |           |        |
| Smilax canariensis            |                                    | Smilacaceae    | F.C.T.G.P.            | Autóctone |        |
| Smilax aspera mauritanica     | Salsaparrilha-bastarda             | Smilacaceae    | F.C.T.G.P.H.          |           |        |
| Tamus edulis                  | Buganha, norça-preta, uva-de-cão   | Dioscoreaceae  | C.T.G.P.H.            |           |        |

### Arbustos
| Espécie                 | Nome comum                          | Família          | Distribuição por ilha | Endemismo                                                           | Imagem |
| ----------------------- | ----------------------------------- | ---------------- | --------------------- | ------------------------------------------------------------------- | ------ |
| Sideritis discolor      |                                     | Lamiaceae        | C.                    | Endémico                                                            |        |
| Adenocarpus ombriosus   | Codesso-negro                       | Leguminosae      | H.                    | Endémico                                                            |        |
| Clethra arborea         | Folhadeiro                          | Clethraceae      | (T)                   | Extinta, não se sabe se esta população era autóctone ou introduzida |        |
| Solanum vespertilio     |                                     | Solanaceae       | C.T.                  | Endémico                                                            |        |
| Scrophularia calliantha |                                     | Scrophulariaceae | C.                    | Endémico                                                            |        |
| Gesnouinia arborea      |                                     | Urticaceae       | C.T.G.P.H.            | Endémico                                                            |        |
| Dorycnium spectabile    |                                     | Leguminosae      | T.                    | Endémico                                                            |        |
| Cedronella canariensis  | Hortelã-de-cabra                    | Lamiaceae        | C.T.P.G.H.            | Autóctone                                                           |        |
| Echium pininana         |                                     | Boraginaceae     | P.                    | Endémico                                                            |        |
| Anagyris latifolia      |                                     | Leguminosae      | C.T.G.P.              | Endémico                                                            |        |
| Bencomia sphaerocarpa   |                                     | Rosaceae         | H.                    | Endémico                                                            |        |
| Asparagus fallax        | Falsa-esparragueira                 | Asparagaceae     | T.G.                  | Endémico                                                            |        |
| Euphorbia bourgeana     |                                     | Euphorbiaceae    | G.                    | Endémico                                                            |        |
| Phillyrea angustifolia  | Aderno-de-folhas-estreitas, cardono | Oleaceae         | L.F.C.                |                                                                     |        |
| Cheirolophus anagensis  |                                     | Asteraceae       |                       |                                                                     |        |
| Cheirolophus arboreus   |                                     | Asteraceae       | P.                    | Endémico                                                            |        |
| Gonospermum gomerae     |                                     | Asteraceae       | G.                    | Endémico                                                            |        |
| Sonchus wildpretii      |                                     | Asteraceae       | G.                    | Endémico                                                            |        |
| Echium acanthocarpum    |                                     | Boraginaceae     | G.                    | Endémico                                                            |        |
| Sideritis guayedrae     |                                     | Lamiaceae        | C.                    | Endémico                                                            |        |

### Herbáceas

#### Espermatófitas
| Espécie                                      | Nome comum                       | Família          | Distribuição por ilha | Endemismo             | Imagem |
| -------------------------------------------- | -------------------------------- | ---------------- | --------------------- | --------------------- | ------ |
| Carex perraudieriana                         | -                                | Cyperaceae       | T.G.P.                | Endémico              |        |
| Sonchus acaulis                              |                                  | Asteraceae       | T.G.                  | Endémico              |        |
| Ageratina adenophora                         | Abundância, inça-muito           | Compositae       | C.T.G.P.              | Introduzida, invasora |        |
| Ageratina riparia                            | Falsa-abundância                 | Compositae       | T.G.P.                | Introduzida, invasora |        |
| Urtica morifolia                             |                                  | Urticaceae       | C.T.G.P.H.            | Autóctone             |        |
| Myosotis latifolia                           | Não-me-esqueças-de-folhas-largas | Boraginaceae     | C.T.G.P.H.            | Introduzida           |        |
| Tradescantia fluminensis                     | Erva-da-fortuna, tradescância    | Commelinaceae    | C.T.G.P.              | Introduzida, invasora |        |
| Hypericum coadunatum                         |                                  | Guttiferae       | G.                    | Endémico              |        |
| Cerastium sventenii                          |                                  | Caryophyllaceae  | T.P.H.                | Endémico              |        |
| Lotus dumetorum                              | Coração de Anaga                 | Fabaceae         | T.                    | Endémico              |        |
| Phyllis nobla                                | Seisim, ou Seisinho              | Rubiaceae        | C.T.G.P.H.            | Autóctone             |        |
| Geranium canariensis                         | Gerânio-das-Canárias             | Geraniaceae      |                       | Endémico              |        |
| Dracunculus canariensis                      |                                  | Araceae          | F.C.T.G.P.H.          | Autóctone             |        |
| Arum italicum subsp. canariensis             | Jarro-dos-campos                 | Araceae          | L.C.T.G.P.            | Autóctone             |        |
| Isoplexis chalcantha                         |                                  | Scrophulariaceae | C.                    | Endémico              |        |
| Isoplexis canariensis                        | Crista-de-galo-de-Tenerife       | Scrophulariaceae | T.G.P.                | Endémico              |        |
| Aeonium canariense subsp. virgineum          | Bejeque                          | Crassulaceae     | C.                    | Endémico              |        |
| Aeonium cuneatum                             |                                  | Crassulaceae     | T.                    | Endémico              |        |
| Aeonium spathulatum                          | -                                | Crassulaceae     | C,T,P,G,H             | Endémico              |        |
| Aeonium goochiae                             |                                  | Crassulaceae     | P                     | Endémico              |        |
| Helianthemum teneriffae                      | Heliântemo-de-Tenerife           | Cistaceae        | T.                    | Endémico              |        |
| Cistus chinamadensis                         |                                  | Cistaceae        | T.G.                  | Endémico              |        |
| Argyranthemum adauctum subsp. erythrocapon   |                                  | Asteraceae       | H.                    | Endémico              |        |
| Argyranthemum adauctum subsp. jacobaeifolium |                                  | Asteraceae       | C.                    | Endémico              |        |
| Argyranthemum adauctum subsp. palmensis      |                                  | Asteraceae       | P.                    | Endémico              |        |
| Habenaria tridactylites                      | Orquídea-de-três-dedos           | Orchidaceae      | C.T.G.P.H.            | Endémico              |        |
| Aichryson pachycaulon subsp. praetermissum   | -                                | Crassulaceae     | G.                    | Endémico              |        |
| Aichryson brevipetalum                       |                                  | Crassulaceae     | P.                    | Endémico              |        |
| Aichryson punctatum                          |                                  | Crassulaceae     | F.G.T.G.P.H.          | Endémico              |        |
| Aichryson palmense                           |                                  | Crassulaceae     | P.                    | Endémico              |        |
| Aichryson bollei                             |                                  | Crassulaceae     | P.                    | Endémico              |        |
| Aichryson laxum                              |                                  | Crassulaceae     | F.G.T.G.P.H.          | Endémico              |        |
| Crambe feuillei                              |                                  | Cruciferae       | H.                    | Endémico              |        |
| Crambe gomerae                               |                                  | Cruciferae       | G.                    | Endémico              |        |
| Crambe microcarpa                            |                                  | Cruciferae       | P.                    | Endémico              |        |
| Crambe pritzelii                             |                                  | Cruciferae       | C.                    | Endémico              |        |
| Crambe santosii                              |                                  | Cruciferae       | P.                    | Endémico              |        |
| Crambe strigosa                              |                                  | Cruciferae       | T.G.                  | Endémico              |        |
| Crambe wildpretii                            |                                  | Cruciferae       | G.                    | Endémico              |        |
| Micromeria varia                             | Hissopo                          | Lamiaceae        | L.F.G.T.G.H.          | Autóctone             |        |
| Pericallis multiflora                        |                                  | Asteraceae       | T.                    | Endémico              |        |
| Pericallis echinata                          |                                  | Asteraceae       | T.                    | Endémico              |        |
| Pericallis tussilaginis                      |                                  | Asteraceae       | G.T.                  | Endémico              |        |
| Pericallis hansenii                          |                                  | Asteraceae       | G.                    | Endémico              |        |
| Pericallis hadrosoma                         |                                  | Asteraceae       | C.                    | Endémico              |        |
| Tolpis glabrescens                           |                                  | Asteraceae       | T.                    | Endémico              |        |
| Ixanthus viscosus                            |                                  | Gentianaceae     | C.T.G.P.H.            | Endémico              |        |
| Scrophularia smithii                         |                                  | Scrophulariaceae |                       | Endémico              |        |
| Viola anagae                                 | Violeta-de-Anaga                 | Violaceae        | T.                    | Endémico              |        |
| Ranunculus cortusifolius                     | Bafo-de-boi, douradinha          | Ranunculaceae    | L.F.C.T.G.P.H.        | Autóctone             |        |

#### Pteridófitas
| Espécie                            | Nome comum                             | Família          | Distribuição por ilha | Imagem |
| ---------------------------------- | -------------------------------------- | ---------------- | --------------------- | ------ |
| Pteridium aquilinum                | Feto-comum, feto-ordinário             | Hypolepidaceae   | L.C.T.G.P.H.          |        |
| Diplazium caudatum                 | Feto-de-Calvalto                       | Athyriaceae      | C.T.G.P.              |        |
| Polystichum setiferum              | Fentanha                               | Dryopteridaceae  | T.G.P.H.              |        |
| Polystichum aculeatum              |                                        | Dryopteridaceae  | T.C.P.                |        |
| Athyrium filix-femina              | Feto-fêmea, feto-de-espigo, feto-manso | Athyriaceae      | C.T.G.P.H.            |        |
| Blechnum spicant                   | Feto-pente                             | Blechnaceae      | T.G.                  |        |
| Asplenium hemionitis               | Feto-folha-de-hera, feto-de-três-bicos | Aspleniaceae     | L.F.C.T.G.P.H.        |        |
| Asplenium aureum                   |                                        | Aspleniaceae     |                       |        |
| Asplenium lolegnamense             |                                        | Aspleniaceae     |                       |        |
| Asplenium monanthes                | Feto-de-escoumas                       | Aspleniaceae     | P.                    |        |
| Asplenium filare subsp. canariense |                                        | Aspleniaceae     | T.P.H.                |        |
| Davallia canariensis               | Cabrinha, davália-amarela              | Davalliaceae     | L.F.C.T.G.P.H.        |        |
| Polypodium macaronesicum           | Polipódio-dos-açores, feto-dos-muros   | Polypodiaceae    | L.F.C.T.G.P.H.        |        |
| Hymenophyllum tunbrigense          |                                        | Hymenophyllaceae | C.T.G.                |        |
| Vandenboschia speciosa             | Feto-frisado                           | Hymenophyllaceae | C.T.G.P.H.            |        |
| Asplenium onopteris                | Avenca-negra                           | Aspleniaceae     | L.F.C.T.G.P.H.        |        |
| Dryopteris oligodonta              |                                        | Dryopteridaceae  | C.T.G.P.H.            |        |
| Dryopteris guanchica               |                                        | Dryopteridaceae  | T.G.                  |        |
| Dryopteris aemula                  |                                        | Dryopteridaceae  | G.                    |        |
| Culcita macrocarpa                 | Feto-de-cabelinho, feto-abrum          | Dicksoniaceae    | T.                    |        |
| Woodwardia radicans                | Feto-de-botão, feto-vaqueiro           | Blechnaceae      | C.T.G.P.H.            |        |
| Pteris incompleta                  | Feto-de-palma                          | Pteridaceae      | C.T.G.P.              |        |